# Johann Lhotsky

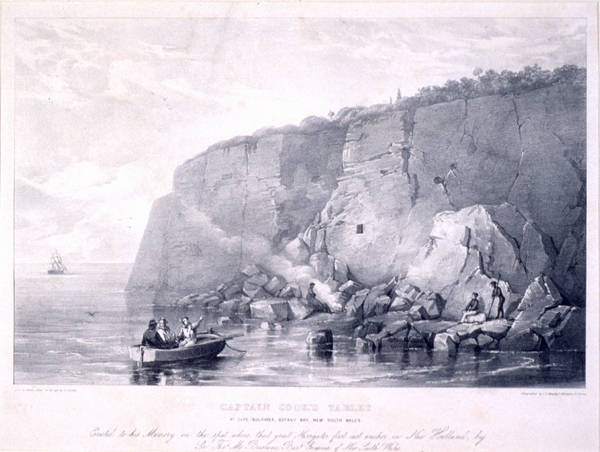
El "Capitán Cook en Cabo Solander, Bahía Botánica, N. Gales del Sur", publicado por Lhotsky en 1839

Johann Lhotsky ( 1795 - 1866) fue un naturalista, docente, artista, y escritor polaco, nacido en Galitzia. Escribió y publicó sobre tópicos de zoología, botánica, geología, geografía, política. Lhotsky fue sumamente activo en la sprimeras colonias de Nueva Gales del Sur y de Tasmania desde 1832 a 1838.
Lhotsky, cuyo primer nombre de pila es también Joannes Lhotsky, John Lhotsky y Jan Lhotsky, había nacido en Lemberg, Galitzia, Imperio austríaco (hoy Lviv, Ucrania), hijo de Joseph Lhotsky. Se mudó a Viena en 1812, y fue galardonado con un doctorado de la Universidad de Jena. Fue elegido miembro de la "Sociedad Bávara de Botánica" durante ese periodo. En 1819 publicó una obra botanical Flora Conchica, y otros artículos para revistas científicas, aunque sus panfletos político lo enviaron a purgar una sentencia de seis años en prisión. Y fue liberado en 1828.
Lhotsky fue comisionado por Luis I de Baviera, para explorar y describor el 'nuevo mundo', ocupándose dieciocho meses en Brasil antes de viajar a Australia. Desembarcó en Sídney, Australia el 18 de mayo de 1832, y yendo a Hobart, Tasmania en 1836, y luego navega a Londres en 1838. Mientras en Australia, y después de su retorno a Europa, publicó obras seminales en un gran rango de tópicos. Además de sus libros y artículos, realizó pinturas de paisajes, e ilustraciones zoológicas y botánicas.
En sus descripciones de las investigaciones de la Historia natural de Australia, su primera obra se supone fue Australian sketches, Nº l, anónimamente publicado en la Sydney Gazette. Y la relación de su expedición: A Journey from Sydney to the Australian Alps, fue importante en la descripción de la región de Monaro y del río Snowy. Un artículo: Song of the Women of the Menero Tribe, mosstró los primeros esbozos de música australiana. Lhotsky también visitó el sitio de la futura capital: Canberra, y fue el primero en denotar el topónimo 'Kembery' del cual deriva. Sus obras no publicadas incluye un vocabulario de los originarios de Tasmania. Publicó críticas de arte en Sídney desde 1834 en adelante, y fue de los primeros en describir las posibilidades de los paisajes de Australia como sujeto y su ausencia en los artistas activos de la colonia. Lhotsky obtuvo una entrevista con el convicto William Buckley. El volumen Illustrations of the Present State and Future Prospects of New South Wales (1835-6) se publicó por William Moffit con planchas coloreadas, y dio el "State of Agriculture and Grazing in New South Wales".
Lhotsky realizó importantes recolecciones científicas y descubrimientos mientras estuvo en Australia, aunque no tuvo éxito en ganarn puestos que él aspiraba como zoólogo o naturalista oficial. Además intentó vender su especímenes a las autoridades, para ayudar a la fundación de una colección en el Museo Australiano, pero su oferta fue rechazada con el comentario de que el precio era excesivo. Lhotsky realizó tempranas recolecciones de la flora alpina en Nueva Gales del Sur, con una colección de 200 especies de Tasmania. También rcolectó muestras mineralógicas y especímenes de la fauna nativa. Esas colecciones se vendieron privadamente, y hoy están en el "Australian Philosophical Repository". Además la obra d Lhotsky en Australia incluye la confección de una carta geológica de la Península de Tasman. Se acreditó como el primer descubrifor de oro en Nueva Gales del Sur, aunque fue un grave error de apreciación. Sus obras de arte también se reconocieron y cotizaron, con escenas de paisajes australianos y dr su única flora.
Luego de arribado a Londres escribe The state of arts in New South Wales and Van Diemen's Land, la primera revisión de arte en Australia. Muchas de las ilustraciones científicas producidas por Lhotsky, como peces, se piensa que fueron comisionadas; sus litografías y otras obras impresas lo acreditan que serían derivados de sketches recibidos de convictos. Lhotsky también escribió acerca de Ferdinand Bauer, a quien grandemente admiraba, en London Journal of Botany, y puso cartas de Bauer, escritas en Expedición Investigator a Australia, con la Sociedad linneana de Londres. Su sketch de ilustraciones botánicas fueron la primera fuente de información biográfica, la única de Bauer luego de su deceso. Arribado a London, Lhotsky continuó publicando material sobre lo político y lo social, como lo hizo en Viena y en Australia. Falleció en el "Dalston German Hospital" de Londres el 23 de noviembre de 1866 en la pobreza.
Lhotsky fue tanto apreciado como condenado en las colonias. Publicó con frecuencia en los periódicos locales pero, más tarde, castigado en el mismo. Sus disputas públicas con los funcionarios llevaron a su salida de Nueva Gales del Sur de Tasmania, y luego dos años más tarde a Londres. Realizó numerosos artículos sobre sus descubrimientos y experiencias en Australia para un público ávido de información sobre las colonias, pero algo de eso fue descrito como calumniosa en el Sydney Gazette. Encontró a los críticos también en Londres. Impey Murchison lo describió como el "malo Pole". Más tarde, los comentaristas reconocieron su contribución científica y que sus fracasos se debieron a la indiscreción con su dinero y a las críticas.

## Honores

### Eponimia
géneros
vegetal
- arbustos Lhotskya Schauer 1836 de la familia Myrtaceae, más tarde transferido a Calytrix Labill. 1806.[4]

animal
- Lhotskia de la familia de peces Belonidae

- La abreviatura «Lhotsky» se emplea para indicar a Johann Lhotsky como autoridad en la descripción y clasificación científica de los vegetales.[13]